# Турбаза «Катунь»
Турбаза «Катунь» — село в Чемальском муниципальном районе Республики Алтай России, входит в  Узнезинское сельское поселение.

## География
Село расположено в долине реки Катуни, к югу от Горно-Алтайска, на правом берегу реки чуть ниже находящегося на левом берегу села Аскат.

#### улицы
Молодежная, Сосновая

#### переулки
Рябина

## История
В 1950-х годах на месте села действовал туристический палаточный лагерь. В 1968 году лагерь получил статус турбазы «Катунь» и было заложено первое капитальное строение.

## Экономика
Экономика села ориентирована преимущественно на туризм. На январь 2024 года в селе действуют продуктовые магазин, магазины сувениров, три кафе, турбазы и отели, аквапарк, конный прокат, рафтинг.

## Население
| 2010 | 2011 | 2012 | 2013 | 2014 | 2015 | 2016 |
| ---- | ---- | ---- | ---- | ---- | ---- | ---- |
| 111  | →111 | ↗117 | ↗127 | ↘123 | ↘121 | ↘120 |

## Транспорт
Через село проходит асфальтированная дорога — Чемальский тракт. Автовокзала в селе нет. Посадка в проходящие автобусы возможна с одной автобусной остановки. С мая по октябрь через село Турбаза Катунь проходят семь автобусных рейсов.
Расписание на 2024 год:
7.45 Чемал — Барнаул, ежедневно
8.05 Чемал — Новосибирск, по чётным числам
9.05 Чемал — Кемерово, по нечётным числам
10.45 Чемал — Новосибирск, ежедневно
15.10 Чемал — Барнаул, ежедневно
17.25 Чемал — Горно-Алтайск, ежедневно
19.25 Чемал — Новосибирск, ежедневно
21.50 Чемал — Новосибирск, ежедневно